# Texas Battle
Texas Battle (* 9. August 1980 in Houston, Texas; eigentlich Clifton Quincy Battle) ist ein US-amerikanischer Schauspieler. Er ist bekannt durch seine Darstellung in Coach Carter und Final Destination 3.

## Leben
Er besuchte die University of Texas at Austin, wo er Kinesiologie studierte. Später zog er nach Los Angeles und nahm Schauspielkurse. Anfang der 2000er Jahre debütierte er als Fernsehschauspieler in drei Episoden der Fernsehserie 7 Lives Xposed. Anschließend folgten verschiedene Besetzungen in Fernseh- und Filmproduktionen.

## Filmografie

### Serien
- 2001: 7 Lives Xposed
- 2005: Committed
- 2005: All of Us
- 2005: One Tree Hill
- 2008–2013: Reich und Schön (The Bold and the Beautiful)
- 2011: Death Valley

### Filme
- 2005: Even Money
- 2005: Coach Carter
- 2006: Final Destination 3
- 2007: Wrong Turn 2: Dead End
- 2009: Hydra – The Lost Island (Hydra, Fernsehfilm)
- 2009: Dragonball Evolution
- 2010: The Task
- 2019: Trauma Center
- 2020: Hard Kill
- 2022: Wrong Place
- 2022: Wire Room
- 2025: Ruthless - Gnadenlos